# Греция на зимних Олимпийских играх 2018
Греция на зимних Олимпийских играх 2018 года была представлена 4 спортсменами в двух дисциплинах лыжного спорта. Это самая маленькая сборная Греции по количеству участников с 1980 года, когда на Игры в Лейк-Плэсид было заявлено всего 3 греческих спортсмена. На церемонии открытия право нести национальный флаг было доверено горнолыжнице Софии Ралли, а на церемонии закрытия флаг нёс ещё один заявленный горнолыжник Иоаннис Антониу. По итогам соревнований сборная Греции, принимавшая участие в своих девятнадцатых зимних Олимпийских играх, вновь осталась без медалей.

## Состав сборной
В заявку сборной Греции для участия в зимних Олимпийских играх 2018 года вошли 4 спортсмена (2 мужчины и 2 женщины), которые приняли участие в двух олимпийских дисциплинах. Главой греческой делегации на зимних Играх в третий раз подряд был назначен Василис Кацарас.
 Горнолыжный спорт
1. Иоаннис Антониу
2. София Ралли

 Лыжные гонки
1. Апостолос Ангелис
2. Мария Дану

## Результаты соревнований

### Лыжные виды спорта

#### Горнолыжный спорт
Квалификация спортсменов для участия в Олимпийских играх осуществлялась на основании специального квалификационного рейтинга FIS по состоянию на 21 января 2018 года. При этом НОК для участия в Олимпийских играх мог выбрать только того спортсмена, который вошёл в топ-500 олимпийского рейтинга в своей дисциплине, и при этом имел определённое количество очков, согласно квалификационной таблице. Страны, не имеющие участников в числе 500 сильнейших спортсменов, могли претендовать только на квоты категории «B» в технических дисциплинах. По итогам квалификационного отбора сборная Греции завоевала мужскую олимпийскую лицензию категории «A» и женскую категории «B».
Мужчины
| Соревнование      | Спортсмены      | Скоростной спуск/ 1 спуск | Скоростной спуск/ 1 спуск | Слалом/ 2 спуск | Слалом/ 2 спуск | Всего   | Место | Отставание |
| Соревнование      | Спортсмены      | Время                     | Место                     | Время           | Место           | Всего   | Место | Отставание |
| ----------------- | --------------- | ------------------------- | ------------------------- | --------------- | --------------- | ------- | ----- | ---------- |
| слалом            | Иоаннис Антониу | DNF                       | DNF                       | —               | —               | —       | —     | —          |
| гигантский слалом | Иоаннис Антониу | 1:17,38                   | 56                        | 1:15,92         | 43              | 2:33,30 | 46    | +15,26     |

Женщины
| Соревнование      | Спортсмены  | Скоростной спуск/ 1 спуск | Скоростной спуск/ 1 спуск | Слалом/ 2 спуск | Слалом/ 2 спуск | Всего   | Место | Отставание |
| Соревнование      | Спортсмены  | Время                     | Место                     | Время           | Место           | Всего   | Место | Отставание |
| ----------------- | ----------- | ------------------------- | ------------------------- | --------------- | --------------- | ------- | ----- | ---------- |
| слалом            | София Ралли | 57,95                     | 48                        | 57,49           | 44              | 1:55,44 | 44    | +16,81     |
| гигантский слалом | София Ралли | 1:22,46                   | 58                        | 1:19,20         | 52              | 2:41,66 | 52    | +21,64     |

#### Лыжные гонки
Квалификация спортсменов для участия в Олимпийских играх осуществлялась на основании специального квалификационного рейтинга FIS по состоянию на 21 января 2018 года. Для получения олимпийской лицензии категории «A» спортсменам необходимо было набрать максимум 100 очков в дистанционном рейтинге FIS. При этом каждый НОК может заявить на Игры 1 мужчину и 1 женщины, если они выполнили квалификационный критерий «B», по которому они смогут принять участие в спринте и гонках на 10 км для женщин или 15 км для мужчин. По итогам квалификационного отбора сборная Греции завоевала мужскую олимпийскую лицензию категории «A» и женскую категории «B».
Мужчины
Дистанционные гонки
| Соревнование           | Спортсмены        | Результат | Место | Отставание |
| ---------------------- | ----------------- | --------- | ----- | ---------- |
| 15 км свободным стилем | Апостолос Ангелис | 38:56,4   | 81    | +5:12,5    |

Спринт
| Соревнование | Спортсмены        | Квалификация | Квалификация | Четвертьфинал        | Четвертьфинал        | Четвертьфинал        | Полуфинал            | Полуфинал            | Полуфинал            | Финал                | Финал                | Итоговое место |
| Соревнование | Спортсмены        | Результат    | Место        | Заезд                | Результат            | Место                | Заезд                | Результат            | Место                | Результат            | Место                | Итоговое место |
| ------------ | ----------------- | ------------ | ------------ | -------------------- | -------------------- | -------------------- | -------------------- | -------------------- | -------------------- | -------------------- | -------------------- | -------------- |
| спринт       | Апостолос Ангелис | 3:47,10      | 74           | завершил выступление | завершил выступление | завершил выступление | завершил выступление | завершил выступление | завершил выступление | завершил выступление | завершил выступление | 74             |

Женщины
Дистанционные гонки
| Соревнование           | Спортсмены | Результат | Место | Отставание |
| ---------------------- | ---------- | --------- | ----- | ---------- |
| 10 км свободным стилем | Мария Дану | 31:04,1   | 76    | +6:03,6    |